# Communautés de l'Arche (Lanza del Vasto)
Pour les articles homonymes, voir L'Arche.
Ne doit pas être confondu avec Communautés de l'Arche (Jean Vanier).
Les Communautés de l’Arche ont été fondées en 1948 par Lanza del Vasto sur le modèle des ashrams de Gandhi en Inde, dans la lignée du sentiment pacifiste et du mouvement pour la non-violence d'après-guerre. Elles eurent une certaine influence dans la formation du mouvement alternatif des années 1950 à 1980[précision nécessaire] qui est une des  racines de l'altermondialisme.

## Historique

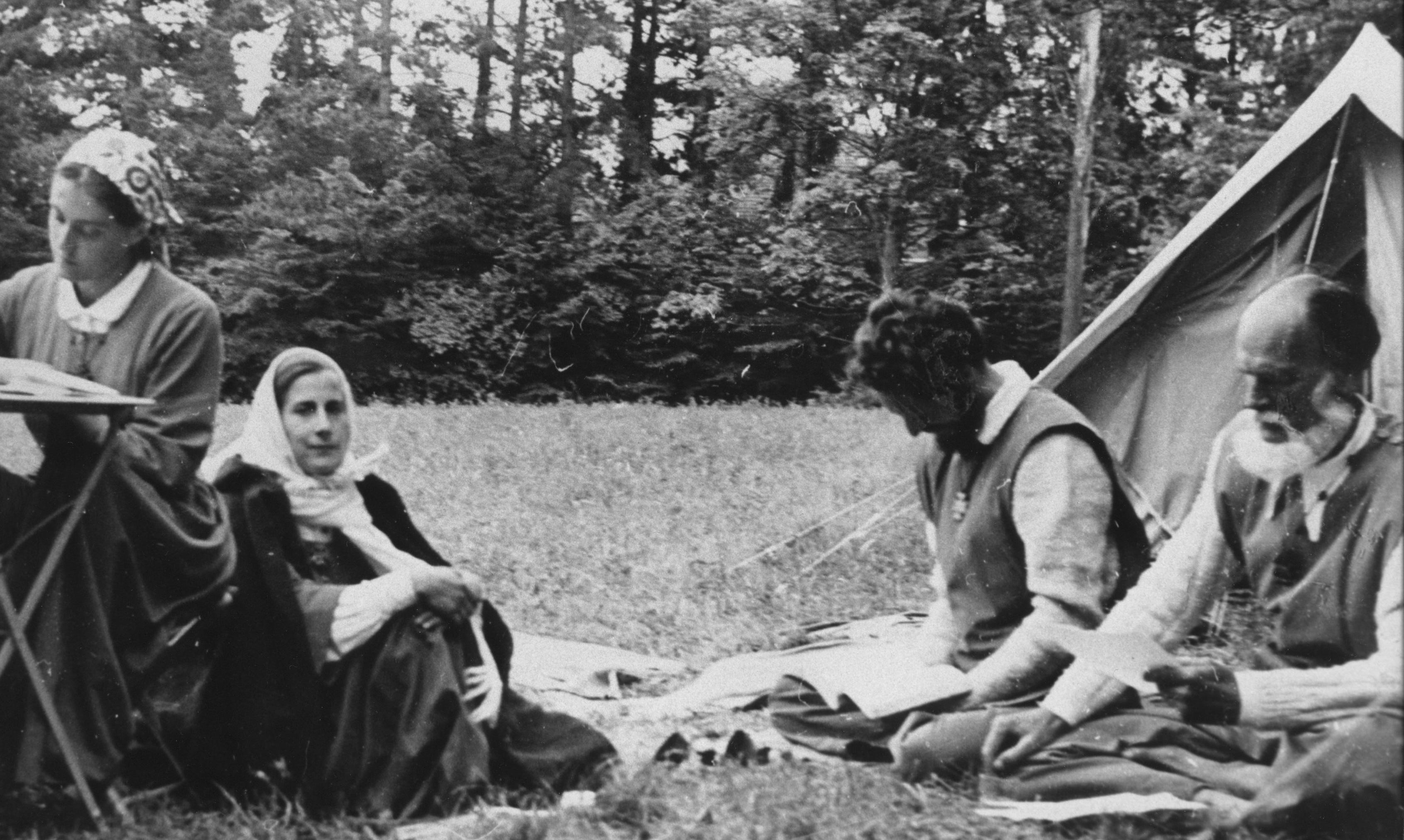
Lanza del Vasto et des membres de la Communauté dans les années 1960.

Le mouvement a vu le jour à Paris où des sympathisants de Lanza se réunissaient dans son appartement. Puis une première communauté rurale a été créée en 1948 à Tournier, commune de La Genétouze en Charente-Maritime. Avec des règles d'admission très souples, beaucoup de curieux vinrent s'installer. Les différends entre les participants créèrent des conflits, et Lanza dut dissoudre cette communauté en 1952. Une nouvelle Fondation naît alors à Bollène, dans le Vaucluse en 1954. En 1963, la communauté s'installe dans le domaine de La Borie Noble à Roqueredonde dans le Haut-Languedoc. « L'ordre laborieux de l'Arche » se définit comme un rassemblement d'hommes et de femmes mus par une volonté commune d'accepter la pratique du travail et le principe de la non-violence. 

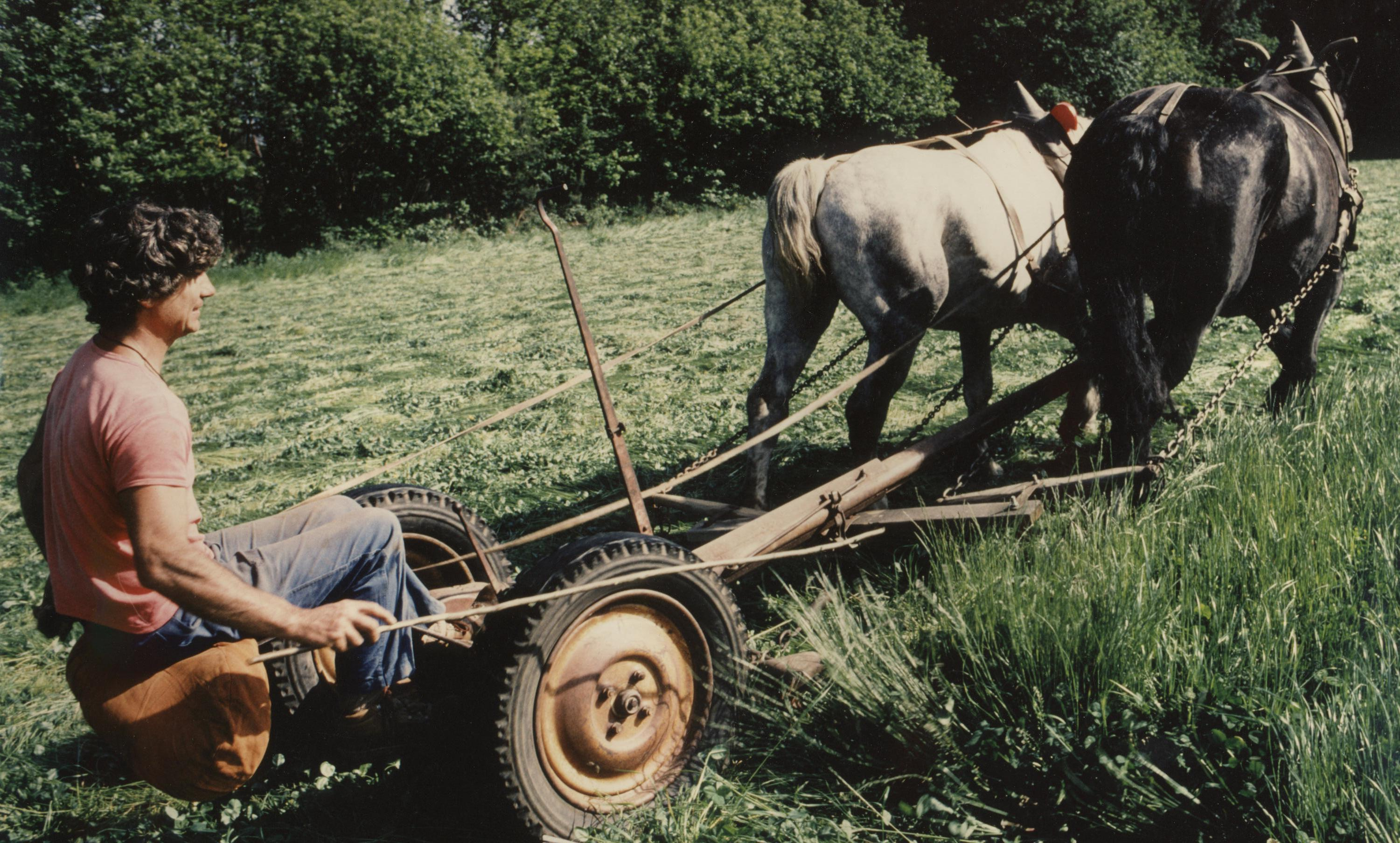
Travail avec la traction animale dans une communauté de l'Arche.

La lutte des paysans du Larzac contre l'extension du camp militaire marque un nouveau tournant dans le mouvement. Un petit groupe squatte une ferme achetée par l'armée au lieu-dit les Truels.
Les années 1970 et 1980 voient une extension importante du mouvement avec la création de nouvelles communautés, en Lot-et-Garonne (Bethsalem et Le Grand Mouligné), à Bonnecombe dans l'Aveyron, à Ségrie dans la Sarthe, à Saint-Antoine-l'Abbaye en Isère, en Espagne et en Italie, et même au Québec.
Durant les années 1990, plusieurs communautés sont fermées à la suite de la désaffection des membres et à des conflits internes.

## L'Arche auXXIesiècle
Dans un livre publié en 2003, il est affirmé que « l'Arche fut et demeure une école de vie intérieure, de vie spirituelle, fondée sur la transmission personnelle ».

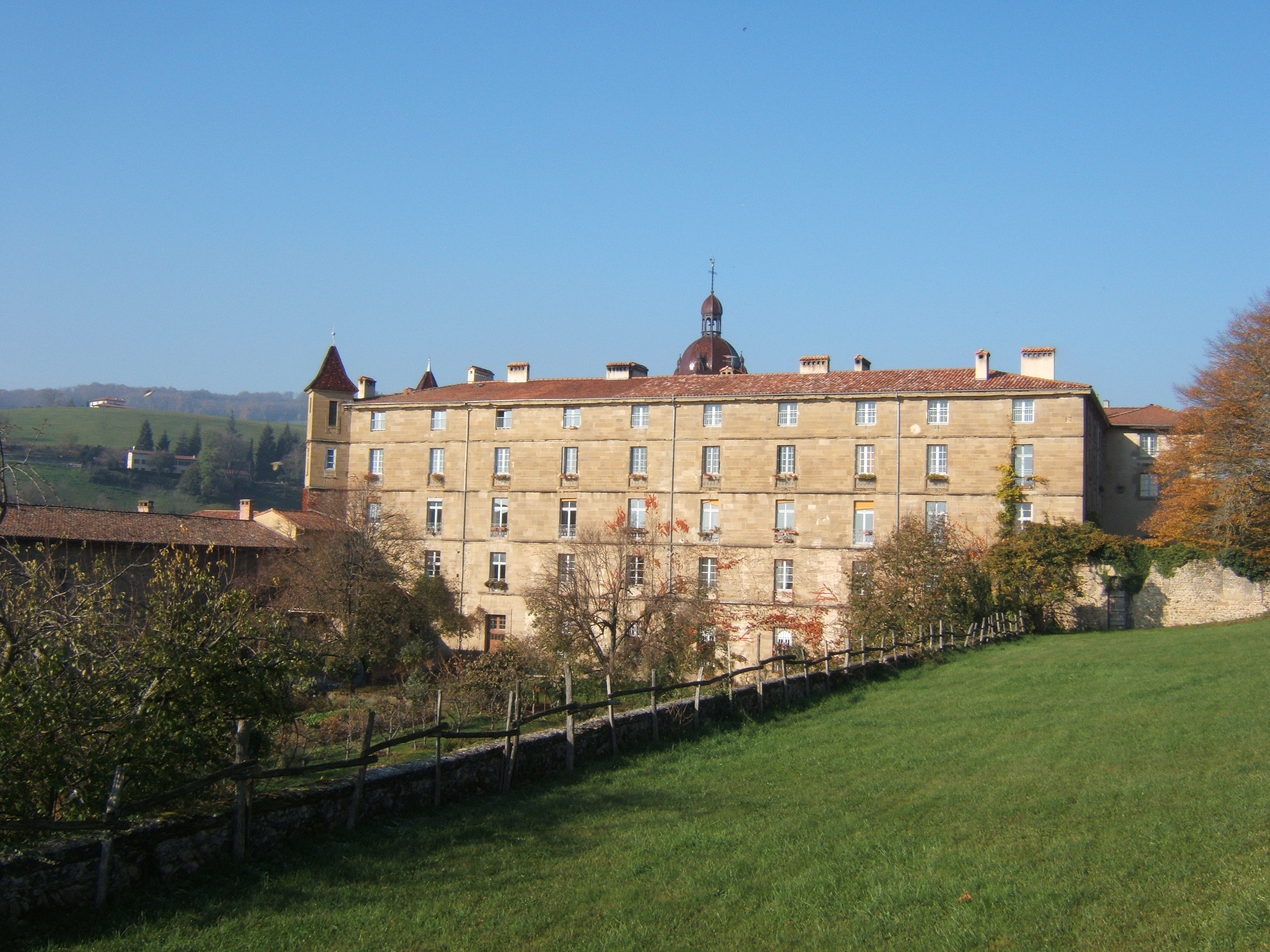
Abbaye de Saint-Antoine en 2005.

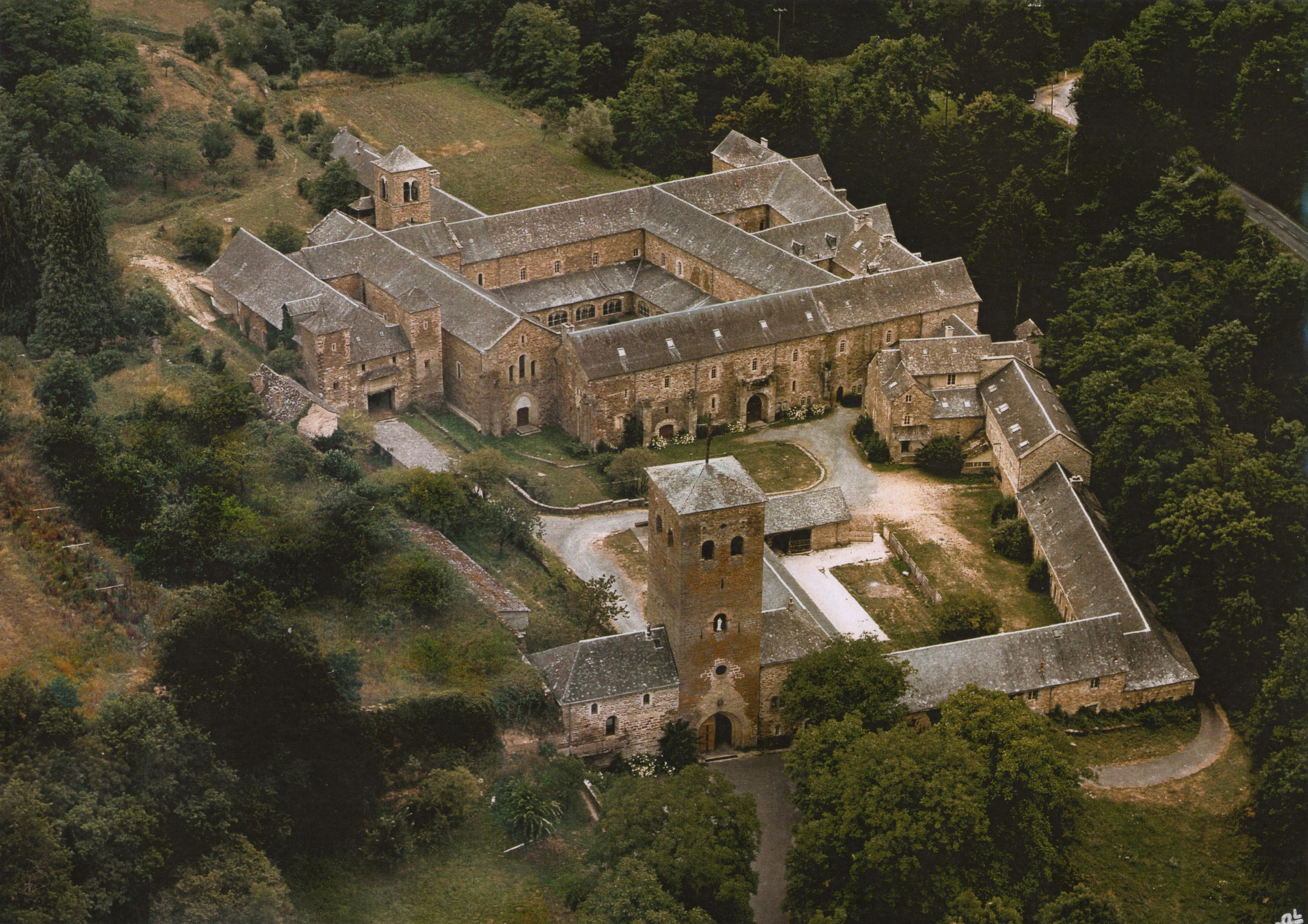
Abbaye de Bonnecombe en 2008.

Depuis l'an 2000, d'autres lieux qui étaient de longue date en lien avec le mouvement deviennent des communautés reconnues : en Suisse la communauté de Chambrelien près de Neuchâtel, et en Allemagne le Friedenshof à Niedernstöcken près de Neustadt en Basse-Saxe.
En 2012 sont actives les communautés de La Borie et de La Fleyssière dans l'Hérault, de Saint-Antoine en Isère, de Chambrelien en Suisse, le Friedenshof en Allemagne et la maison communautaire de Buenos Aires (Argentine). Des groupes existent aussi en plusieurs régions de France et en Belgique, en Espagne et en Italie, en Équateur et au Canada. 
La Coordination de l'action non-violente de l'Arche (CANVA), participe à diverses actions en faveur de l'écologie (par exemple contre les OGM et contre le nucléaire) et du respect de l'humain (par exemple les cercles de silence).
L'association Jeunesse et non-violence organise des camps d'été sur la non-violence pour les jeunes et des rencontres entre jeunes Européens favorisant l'échange et le dialogue interculturel.
La communauté de Saint-Antoine-l'Abbaye a initié en 2010 une formation pour partager leur expérience avec de jeunes adultes désirant démarrer des projets collectifs : la formation FEVE (« Formation et Expérimentation au Vivre Ensemble »).

## Discographie
- Chansons populaires de l'Arche, La Communauté de l'Arche, Studio SM, 197? (album : SM 25M-118 ; LP : SM 30-332)
- Rendons grâce au Seigneur de la vie - psaumes et chants de louange, avec Chanterelle del Vasto et la chorale de l'Arche, Studio SM, 1975, 33 tours
  - Rendons grâce au Seigneur de la vie - paroles et musique, Paris, Presses de l'Île-de-France, 1975, 36 p.
- Exultez de joie !, Chœur de la Communauté de l'Arche, Studio SM, collection Monastères, 1998, CD, 34 minutes (enregistré à l'abbaye de Bonnecombe en octobre 1997)